# جاده ئی۶۶۲ اروپا
جاده ئی۶۶۲ اروپا (به انگلیسی: European route E662) یکی از جاده‌های درجه ۲ قاره اروپا است.
این جاده از شهر سوبتیتسا (صربستان) شروع شده و در شهر اوسییک (کرواسی) به پایان می‌رسد.